# FC Twente in het seizoen 1988/89
Het seizoen 1988-1989 was het vierentwintigste jaar in het bestaan van de Nederlandse voetbalclub FC Twente. De Tukkers kwamen uit in de Nederlandse Eredivisie en namen deel aan het toernooi om de KNVB Beker.

## Verloop
FC Twente stond voor het derde achtereenvolgende seizoen onder leiding van technisch directeur Kees Rijvers en hoofdcoach Theo Vonk. Het technisch duo wist de derde plaats van het voorgaande seizoen 1987/88 te evenaren. Omdat de nacompetitie na twee edities was afgeschaft, was deze plek voor FC Twente voldoende om voor het eerst sinds 1980 plaatsing voor de UEFA Cup af te dwingen. Opvallend was het lage aantal tegendoelpunten (met 25 de minste van alle Eredivisieploegen) en het hoge aantal van 18 gelijke spelen. Acht competitiewedstrijden eindigden in 0-0, negen in 1-1 en een in 2-2. Grote uitslagen werden er behaald in de thuiswedstrijden tegen Feyenoord (6-1) en RKC (7-1).
In het toernooi om de KNVB Beker kwam Twente tot de derde ronde, waarin het werd uitgeschakeld door PSV. In de eerste en tweede ronde werden respectievelijk amateurclub NSVV en eerstedivisieclub SC Veendam verslagen.

## Selectie
Doelverdediger Theo Snelders verliet FC Twente voor het Schotse Aberdeen FC. Hans de Koning van AZ'67 werd aangetrokken als zijn vervanger. Ook onder andere Ron Willems (naar AFC Ajax), Ulrich Wilson (Go Ahead Eagles), Evert Bleuming (SC Heracles) en Eric Groeleken (FC Groningen) verlieten de club. Robin Schmidt werd overgenomen van Sparta. Michael Dikken kwam uit de eigen jeugd.
Op 7 juni 1989, kort na het einde van het seizoen, kwam verdediger Andy Scharmin om het leven bij de vliegramp bij het Surinaamse Zanderij.
| Naam             | Positie        |
| ---------------- | -------------- |
| Hans de Koning   | Doelverdediger |
| Frank Ensink     | Doelverdediger |
| Martin Koopman   | Verdediger     |
| Fred Rutten      | Verdediger     |
| André Paus       | Verdediger     |
| Patrick Bosch    | Verdediger     |
| Michael Dikken   | Verdediger     |
| Wilfried Elzinga | Verdediger     |
| Andy Scharmin    | Verdediger     |
| Wim Balm         | Middenvelder   |

| Naam            | Positie      |
| --------------- | ------------ |
| Marco Roelofsen | Middenvelder |
| Eric van Rossum | Middenvelder |
| Jan Pouls       | Middenvelder |
| John Neijenhuis | Middenvelder |
| Henry Meijerman | Middenvelder |
| Robin Schmidt   | Aanvaller    |
| Piet Keur       | Aanvaller    |
| Mika Lipponen   | Aanvaller    |
| Pieter Huistra  | Aanvaller    |
| Gino Weber      | Aanvaller    |

## KNVB Beker

### Wedstrijden
| Ronde          | Datum      | Wedstrijd                   | Uitslag |
| -------------- | ---------- | --------------------------- | ------- |
| Eerste ronde   | 01.10.1988 | NSVV Numansdorp – FC Twente | 1–4     |
| Tweede ronde   | 20.11.1988 | FC Twente – BV Veendam      | 1–0     |
| Achtste finale | 15.02.1989 | PSV Eindhoven – FC Twente   | 2–0     |

Ajax ·
BVV Den Bosch ·
Feyenoord ·
Fortuna Sittard ·
FC Groningen ·
Haarlem ·
MVV ·
PEC Zwolle '82 ·
PSV ·
RKC ·
Roda JC ·
Sparta Rotterdam ·
FC Twente ·
FC Utrecht ·
BV Veendam ·
FC Volendam ·
VVV ·
Willem II